# 諏訪部定治 (喜右衛門)
諏訪部 定治（すわべ さだはる）は江戸時代前期の旗本。江戸幕府御馬預。

## 経歴
江戸幕府旗本諏訪部定矩の次男として生まれた。万治2年（1659年）7月13日父の隠居により兄定直が跡を継いで630石を知行し、12月21日定治に相模国高座郡・近江国栗太郡の内200石が分知された。寛文13年（1673年）4月18日叔父黒沢定幸の子次郎兵衛定伯が死去すると、その子が幼少のため、延宝2年（1674年）9月3日御預の御馬方として代わりに徳川家綱御用馬を管理し、屋敷も支給された。延宝3年（1675年）9月10日御馬預となった。
貞享元年（1684年）9月16日中山勘兵衛守安と共に御馬買衆として陸奥国へ赴き、馬を買い付けた。貞享2年（1685年）と貞享4年（1687年）には門奈助右衛門忠重と、元禄2年（1689年）にも中山守安と御馬買衆を務めたが、元禄4年（1691年）4月御馬買衆制度は廃止が決まり、盛岡藩等に直接江戸へ納入させる御買馬制度に移行した。同年10月中山守安等と最後の御馬買衆として盛岡馬丁会所を訪れた際、盛岡城中の丸へ宴会に招かれ、近習波々伯喜太郎が南部駒牽唄を披露し、翌年以降江戸納入時の歌として歌い継がれたという。
元禄14年（1701年）8月21日職務上の不手際により小普請に左遷され、宝永7年（1710年）7月27日致仕した。享保6年（1721年）10月9日死去し、雑司ヶ谷法明寺に葬られた。法名は日寥。

## 親族
- 父：諏訪部元入定矩[1]
- 兄：諏訪部彦兵衛定直 - 正保3年（1646年）12月4日西城に出仕、万治2年（1659年）7月13日御馬預、天和元年（1681年）3月28日小普請、元禄4年（1691年）3月2日没[1]。
- 弟：栗原仁右衛門利実 - 栗原七郎兵衛利智の養子[1]。
- 子：諏訪部源右衛門定利 - 貞享3年（1686年）3月1日徳川綱吉に御目見、宝永7年（1710年）7月27日小普請、享保7年（1722年）1月23日没[1]。

## 子孫
1. 孫：諏訪部権蔵定之 - 享保7年（1722年）4月2日跡を継いだが、享保10年（1725年）4月21日19歳で没[1]。
2. 諏訪部源右衛門定親 - 定直の子宗右衛門高寛の次男[1]。享保10年（1725年）7月2日跡を継ぎ、寛延元年（1748年）9月28日小十人、明和4年（1767年）9月5日56歳で没[1]。
3. 諏訪部友次郎定堅 - 明和4年（1767年）11月4日跡を継いだ[1]。